# Silencio - Fábula
Silencio - Fábula (en inglés: Silence - A Fable) es un cuento de Edgar Allan Poe publicado por primera vez en 1837. Fue publicado originalmente bajo el título de Siope.

## Argumento
Un demonio se sienta junto al narrador "a la sombra del sepulcro" y le cuenta una historia en la que él es el protagonista y que se desarrolla en África.
El demonio describe su entorno, caracterizado por las aguas color azafrán del río, en cuyo lecho se extienden lirios a lo largo de muchos kilómetros y del que sale un gorgoteo perpetuo. No hay viento, pero las aguas burbujean ruidosamente bajo los rayos del sol, creando un paisaje que no conoce la quietud.
En una noche lluviosa (una lluvia extraña que, una vez que cae al suelo, se convierte en sangre), mientras la luna aparece de repente, la mirada del demonio se dirige hacia una roca gris que se alza en la orilla del río, en cuya pared frontal está grabada la palabra "Desolación". Encima de la roca hay una figura majestuosa, envuelta en una toga romana, que el demonio, tras estudiar los rasgos de su rostro, declara que es una divinidad. Sin embargo, lo que más le impresiona es la mirada atormentada del hombre, llena de repugnancia por la humanidad y anhelo de soledad.
Queriendo provocar en él una reacción, ya que el cielo centelleante, la luna roja, la lluvia de sangre y el espantoso murmullo procedente de los lirios, incluso en ausencia de una ráfaga de viento, no parecen perturbarle, el demonio llama desde los recovecos del pantano a los hipopótamos, que se precipitan y braman con estrépito, sin provocar no obstante la menor perturbación en el hombre. El demonio, enfurecido, desencadena una tormenta tan violenta que provoca el derrumbamiento del bosque, hincha las aguas del río e incluso sacude la roca donde el hombre se asienta en su base, pero aun así el desprendimiento del hombre no se ve afectado. Presa de la furia, el demonio lanza entonces la maldición del silencio y todo a su alrededor enmudece y se aquieta. Simultáneamente, el grabado de la roca cambia y la palabra "Silencio" sustituye a la anterior. El hombre da un grito ahogado, se levanta y escucha el silencio; luego, aterrorizado, huye.
Una vez concluida su historia, el demonio cae "en las profundidades del sepulcro" y ríe, maldiciendo injustamente al narrador, que no puede reír con él, pues es su responsabilidad haber traído el silencio al mundo, que sólo perdona a quien lo invocó. A los pies del demonio se agazapa el lince, "que continúa en el sepulcro por toda la eternidad".

## Análisis
Esta obra complementaria de Sombra - Parábola se considera generalmente otra obra maestra de la prosa poética. Es, sin embargo, el más críptico de los cuentos de Poe, y ha desconcertado a los editores de su época y a muchos comentaristas modernos. Pero, cuando uno lo compara con Silence – A Sonnet (Silencio - Soneto) de 1840, y considera la pista en el lema inicial de Al Aaraaf, no se necesita encontrar el significado más allá de toda conjetura. El hombre se aferra a la roca de la realidad, por terrible que sea; el verdadero silencio, el cese del ser, aterroriza incluso a un hombre valiente.

It is the Demon of the Imagination's interpretation of the Universe.... The setting is a valley called Desolation, full of activity. A dignified man sadly contemplates the tumult of Life about him. Then the valley is called Silence, a type of death, which terrifies the man.
Es la interpretación que el Demonio de la Imaginación hace del Universo.... El escenario es un valle llamado Desolación, lleno de actividad. Un hombre digno contempla con tristeza el tumulto de la Vida a su alrededor. Luego el valle se llama Silencio, un tipo de muerte, que aterroriza al hombre.
Rae Blanchard, 1923.

.
La fuente principal es señalada por Arthur Hobson Quinn como un cuento de Edward Bulwer-Lytton en la edición de mayo de 1830 del New Monthly de Londres - un cuento que Poe nombró como un buen artículo sensacionalista de revista en una carta del 30 de abril de 1835 a Thomas Willis White, fundador del Southern Literary Messenger, y que más tarde elogió en una reseña de la novela Rienzi, the last of the Roman tribunes de Bulwer en el Southern... de febrero de 1836.
El cuento de Bulwer, Monos and Daimonos, A Legend, es una historia incoherente de un joven criado por un padre que abjuró de toda sociedad para vivir en una roca en un despoblado rocoso. El mayor lujo del joven Monos era la soledad. Tras la muerte de su padre, una vez alcanzada la mayoría de edad y su patrimonio, abandonó Inglaterra y se adentró "en los enormes bosques de África, donde nunca pisó el hombre", bosques poblados por "el león errante, o el avestruz salvaje, o esa enorme serpiente". Por citar un pasaje: "Allí, también, mientras bajo la sombra pesada y densa me acurrucaba en el mediodía abrasador, oí el pisoteo como de un ejército, y el choque y la caída de los árboles fuertes, y vi a través de las ramas enmarañadas al behemot pasar en su terrible camino, con sus ojos ardiendo como un sol, y sus dientes blancos arqueados y brillando en la mandíbula rabiosa, como pilares de chispa brillando en una caverna". Decidido a volver a casa, Monos se embarca en un navío donde, para su desgracia, un hombre se le pega insistentemente. Dice Monos: "Ansiaba... estrangularle cuando se dirigía a mí. ... lo habría... arrojado al mar a los tiburones, que con ojos de lince y mandíbulas ávidas, nadaban noche y día alrededor de nuestro barco". El barco se hunde, todos mueren ahogados excepto Monos y su verdugo, que se reúne con él en una caverna. Monos huye, pero en vano. Asesina a su compañero, cuyo fantasma continúa persiguiéndole, sin ser visto por los demás.
Aquí hay mucho que Poe tomó: África, la roca, la soledad, las cavernas, el demonio, las bestias salvajes, incluso frases casi textuales, como "Vive el Señor, que creo que la historia que os voy a contar tendrá suficiente derecho a vuestra atención". Todos estos elementos se repiten de alguna u otra forma en ambas narraciones; las citas casi textuales Poe dota, en su genialidad, de gran riqueza y misterio a pesar de la grandilocuencia exagerada de su fuente original.

### Geografía
El cuento se desarrolla en "una región lúgubre en Libia, junto a las orillas del Zaire". Libia está en el norte de África, y el río Zaire (ahora llamado río Congo) nunca ha desembocado en su territorio en la historia moderna; el territorio ni siquiera se acerca a la cuenca del río Zaire, que atraviesa África ecuatorial. Sin embargo, los antiguos griegos utilizaban el término "Libia" para designar a todo el continente africano, según el Libro V de la Historia Natural de Plinio el Viejo.
En el relato se mencionan algunos términos geográficos:
- Dodona - un pueblo en el noreste de Grecia. En la antigüedad, había un oráculo de Zeus.
- Libia - región y país del norte de África.
- Hébridas - archipiélago escocés (Hébridas Interiores, Hébridas Exteriores).